# Thamnium afrum
Thamnium afrum är en bladmossart som beskrevs av C. Müller 1899. Thamnium afrum ingår i släktet Thamnium och familjen Neckeraceae. Inga underarter finns listade i Catalogue of Life.